# Reinhard Mey
Reinhard Friedrich Michael Mey (* 21. prosince 1942 Berlín) je německý písničkář (Liedermacher). Odehrál 1390 koncertů a vydal 27 dlouhohrajících desek; album Dann mach’s gut vedlo v roce 2013 německý žebříček nejprodávanějších nosičů. V roce 1992 získal cenu Deutscher Schallplattenpreis a v roce 2001 Záslužný řád Spolkové republiky Německo první třídy.
Jako kytarista je samouk. Začínal se skiffleovou kapelou, od roku 1965 vystupuje jako sólista. Jeho tvorba je ovlivněna šansonem, je absolventem francouzského gymnázia a vedle němčiny zpívá i ve francouzštině. Ve Francii vystupuje pod jménem Frédérik Mey. Spolupracoval také s autorem protestsongů Hannesem Wederem. Ve svých písních se zabývá sociálními problémy, zúčastnil se akce Omnibus pro přímou demokracii a vystupoval proti válce v Iráku.
Reinhard Mey je vegetarián a podporuje organizaci PETA. Jeho koníčkem je pilotování letadel. Žije na ostrově Sylt a angažuje se v Německé společnosti pro záchranu trosečníků. V televizní anketě Naši nejlepší se umístil mezi první stovkou osobností. V roce 2002 vyšlo tributní album jeho písní Hommage an Reinhard Mey.
Se spisovatelem Berndem Schroederem napsal vzpomínkovou knihu Was ich noch zu sagen hätte.